# Judy Crawford
Pour les articles homonymes, voir Crawford.
Judy Crawford Rawley  , née le 22 décembre 1951 à Toronto, est une skieuse alpine canadienne.

## Résultats sportifs

### Coupe du monde
- Résultat au classement général : 31e en 1969. : 22e en 1970. : 21e en 1971. : 28e en 1972. : 16e en 1973. : 27e en 1974.

### Championnats du monde de ski alpin
- Gardena 1970 descente: 4e.
- Saint Moritz 1974 descente: 9e. slalom géant: 9e. slalom: 12e.

### Jeux olympiques d'hiver
- Sapporo 1972 slalom: 4e.